# Berberis hieronymi
Berberis hieronymi är en berberisväxtart som beskrevs av Schneider. Berberis hieronymi ingår i släktet berberisar, och familjen berberisväxter. Inga underarter finns listade i Catalogue of Life.